# Kirsti Alho
Kirsti Alho (* um 1962 in Finnland) ist eine finnische Jazzmusikerin (Gesang, Komposition).
Alho wuchs in Finnland auf; sie erhielt klassischen Klavierunterricht bei ihrem Vater Kaj-Erik Alho, einem Organisten, der auch traditionellen Jazz spielte. Später studierte sie an der Theaterhochschule in Helsinki bei Lauri Leinonen und Eija Orpana-Martin Gesang. In dem Spielfilm Jälkikuva (1982) trat sie als Schauspielerin in Erscheinung, dann arbeitete sie als Moderatorin in verschiedenen finnischen Radio- und Fernsehproduktionen, bevor sie ihre Laufbahn als Jazz-Sängerin begann.
Seit Ende der 1980er Jahre lebt sie in Deutschland. Sie arbeitete mit Archie Shepp, Horace Parlan, Horst Jankowski, Charly Antolini und dem UMO Jazz Orchestra. Daneben sang sie den Titelsong für den Tatort „Der Entscheider“. Von 1996 bis zu seinem Tod (2007) war Siegfried Kessler ihr Duo-Partner. Ihr 2009 erschienenes Duo-Album Very Late erschien mit dem finnischen Pianisten Tuomas Kauppi. Kauppi gehört mit Timo Tupprainen und Björn Lücker zum Kirsti Alho Quartett. Mit den Musikerinnen Riitta Paakki, Kaisa Mäensivu, Hanne Luostarinen und Adele Sauros bildete sie das Quintett All About Eve, mit dem sie 2019 in der Saarbrücker Konzertreihe Jazz-Zeit auftrat. Mit Sascha Ley, dem Cellisten Julien Blondel und der Pianistin Kaori Nomura beschäftigt sie sich in dem Programm Der Klang der Lyrik mit Gedichten von Theodor Storm.

## Diskographische Hinweise
- There Was a Rose (Village Music Records 2000, mit Tom McClung, Wayne Dockery, Stephen McCraven)
- Kirsti Alho & Tuomas Kauppi Very Late (Laika Records 2009)